# 黒田直弘
黒田 直弘（くろだ なおひろ）は、江戸時代中期の上総国久留里藩の世嗣。通称は鉄三郎。

## 略歴
初代藩主・黒田直純の長男として誕生。
父の養子で2代藩主となった黒田直亨（藩祖・黒田直邦の次男）の養子となる。明和元年（1764年）徳川家治に初見するが、父が安永4年（1775年）に死去し、直亨が藩主となると、翌安永5年（1776年）に嫡子を辞し廃嫡された。
代わって、直亨の長男・直英が嫡子となった。天明7年（1787年）没。